# José Juan Macías
José Juan Macias Guzmán (Guadalajara, 22 settembre 1999) è un calciatore messicano, attaccante svincolato.

## Caratteristiche tecniche
È una prima punta di grande fantasia e talento, non ha il fisico da centravanti ma possiede un'ottima tecnica di base e soprattutto un dribbling notevole, è un attaccante completo perché si dimostra sia cinico sottoporta che pericoloso nel tiro da fuori, viene spesso paragonato a Luis Alberto Suarez

## Carriera
Il 5 luglio 2021 viene ceduto dai messicani del Guadalajara in prestito al Getafe.

## Palmarès

### Club

#### Competizioni nazionali
- Campionato messicano: 1

Guadalajara: Apertura 2016
- Coppa del Messico: 1

Guadalajara: Apertura 2016

#### Competizioni internazionali
- CONCACAF Champions League: 1

Guadalajara: 2018